# Дахари, Мохтар
Дато’ Мухаммед Мухтар бин Дахари (малайск. Dato' Mohd Mokhtar bin Dahari; 13 ноября 1953, Сетапак, Селангор — 11 июля 1991, Субанг, Селангор) — малайзийский футболист, нападающий. Один из лучших игроков Азии 70-х годов.
Обладатель кубка обладателей кубков.

## Биография
Дахари родился в Сетапаке, и уже с ранних лет проявлял интерес к футболу, сначала играв за свою школу, а затем за юношескую команду родного города Селангора. Уже в 19 лет Мухтар дебютировал в сборной своей страны в матче с Шри-Ланкой. Он 10 раз помог «Селангору» выигрывать кубок Малайзии, а в международных матчах забил 125 мячей в 167 матчах, став лучшим форвардом Малайзии. Его «Селангор» стал сильнейшим клубом Малайзии.
В 1975 сборная его страны обыграла сам «Арсенал» 2:0, а Дахари стал автором обоих мячей, после чего его пригласили, по слухам, играть за «Арсенал», но он отказал. Так же он забил гол в матче со сборной Англии, завершившемся вничью 1:1 в 1978 году.
В 1986 он ушёл из футбола, но на следующий сезон вернулся на год, затем ещё один сезон он провёл за клуб «Квонг Йик Банк».
В 1991 году Мухтар Дахари, в возрасте 37 лет, умер от мускульной дистрофии.